# Société des bibliophiles normands
La Société des bibliophiles normands est une société fondée en 1863 se fixant pour objet de faire imprimer des ouvrages historiques relatifs à l’ancienne province de Normandie.

## Histoire
La société des bibliophiles normands tint sa première réunion dans une des salles de la bibliothèque publique de Rouen, le jeudi 7 mai 1863. Elle devait se réunir en assemblée générale tous les six mois et fixer, dans ses séances semestrielles, les réimpressions à petit nombre des opuscules curieux, des pièces inédites ou devenues d’une grande rareté pouvant intéresser la Normandie, à exécuter dans le semestre.
D’après le Projet de statuts de cette société, le nombre des sociétaires était limité à 50. Le tirage des ouvrages publics par les Bibliophiles normands était donc limité, pour les publications ordinaires, au nombre réglementaire des membres, plus 9 destinés : 2 au dépôt légal, 1 au Ministère de l’Instruction publique, 1 aux archives de la société, et 5 ex. aux bibliothèques de Rouen, Caen, Évreux, Alençon et Avranches.
Le membre par le soin duquel la publication avait été effectuée avait droit à 2 exemplaires à part, tirés sur papier distinct et portant une mention spéciale. Chaque exemplaire portait en tête, sur un feuillet, indépendamment de la marque typographique et du sceau de la société, un n° d’ordre et le nom du membre ou de l’établissement destinataire.
La cotisation était de 20 francs par an, payables d’avance dans le premier trimestre de chaque année. Il était, en outre, perçu un droit de diplôme de 10 francs une fois payé. Le bureau provisoire de la Société se composait, à sa création d’André Pottier, conservateur de la Bibliothèque publique de Rouen au poste de président ; l’abbé Colas, chanoine de la cathédrale de Rouen comme vice-président ; Charles de Robillard de Beaurepaire, conservateur des archives départementales de la Seine-Inférieure comme secrétaire ; Paul Baudry, propriétaire à Rouen comme secrétaire-adjoint ; Charles Lormier, avocat du barreau de Rouen comme trésorier ; Édouard Frère, archiviste de la Chambre du Commerce de Rouen comme archiviste.
La réimpression des ouvrages fut spécialement placée sous la direction du marquis de Blosseville pour le premier, d'André Pottier pour le second et le troisième ; d'Édouard Frère pour le quatrième et le cinquième ; d’Eugène de Robillard de Beaurepaire pour le sixième.
Prosper Blanchemain, Pierre Le Verdier et Jean Lafond en furent membres.

## Liste des présidents
| Portrait               | Identité                             | Période | Période | Durée |
| Portrait               | Identité                             | Début   | Fin     | Durée |
| ---------------------- | ------------------------------------ | ------- | ------- | ----- |
| Charles de Beaurepaire | Charles de Beaurepaire (1828 - 1908) |         |         |       |

| Portrait                                                              | Identité                             | Période    | Période       | Durée                      |
| Portrait                                                              | Identité                             | Début      | Fin           | Durée                      |
| --------------------------------------------------------------------- | ------------------------------------ | ---------- | ------------- | -------------------------- |
| Pas de portrait sous licence libre disponible pour André Pottier.     | André Pottier (1799 - 1867)          | 7 mai 1863 | 26 avril 1867 | 3 ans, 11 mois et 19 jours |
| Charles de Beaurepaire                                                | Charles de Beaurepaire (1828 - 1908) |            |               |                            |
| Pas de portrait sous licence libre disponible pour Charles Lormier.   | Charles Lormier (d) (1825 - 1900)    |            |               |                            |
| Pas de portrait sous licence libre disponible pour Pierre Le Verdier. | Pierre Le Verdier (1854 - 1935)      |            |               |                            |

## Premières rééditions
1. Discours des causes pour lesquelles le sieur de Civille, gentilhomme de Normandie, se dit avoir été mort, enterré et ressuscité, 1606
2. Ordonnances contre la peste, faites par la Cour de l’Échiquier, 1512
3. Entrée de la reine et Mgr Dauphin, lieutenant général du roi et gouverneur en ce pays de Normandie, à Rouen, 1531
4. Entrée de Louis XIV à Rouen, 1650
5. Relation des funérailles du cardinal Georges d’Amboise, 1510
6. La Fricassée crotestyllonnée, 1604

## Sources
- Bulletin de la Société des Antiquaires de Normandie, 3e année, 1er trimestre, tome II, janvier, février et mars 1862, Paris, Derache, Caen, Hardel, Rouen, Le Brument, p. 271-2
- Revue de la Normandie, tome second, année 1863, Rouen, Imprimerie de E. Cagniard, p. 302
- « Société des bibliophiles normands », sur cths.fr, Comité des travaux historiques et scientifiques.